# Watban Ibrahim al-Tikriti
Watban Ibrahim al-Nassiri (Tikrit, 1952 – Baghdad, 13 agosto 2015) è stato un politico e funzionario iracheno, Ministro dell'Interno dell'Iraq, fratellastro di Saddam Hussein e fratello di Barzan Ibrahim al-Tikriti.
Venne catturato dalla Coalizione il 13 aprile 2003, mentre stava cercando di fuggire in Siria.

## Biografia
Nacque a Tikrit nel 1952. Essendo fratellastro di Saddam Hussein, era un suo stretto collaboratore, e membro della cerchia interna di Saddam, per cui deteneva importanti ruoli nell'apparato di sicurezza del regime ba'athista. In questi si è dimostrato che prese parte alla campagna di genocidio contro la minoranza curda in Iraq situata nel nord del paese, denominata, Campagna di al-Anfal. Nel 1991 fu nominato ministro dell'interno, e, in questo ruolo venne accusato di aver ordinato detenzioni, torture ed esecuzioni di centinaia di prigionieri politici. Alcune di queste furono riprese da filmati recuperati all'interno della sede del ministero dell'interno iracheno. Venne anche coinvolto nelle Rivolte in Iraq del 1991 immediatamente dopo la fine della Guerra del Golfo, specialmente nei sobborghi di Sadr City all'interno di Baghdad, Shu'la, Hurriya' Bayya', nel villaggio di Yousiffiya e nei vicini distretti di Mahmoudiyah. La repressione del regime iracheno in questi distretti incluse anche esecuzioni di massa.
Watban era membro del Partito Ba'th. Nonostante i suoi alti ruoli, non godeva della totale fiducia di Saddam. Nel 1995 venne ferito alla gamba da cinque colpi di pistola esplosi dal figlio di Saddam, Uday, che metteva in seria discussione la  popolarità di Watban tra il popolo iracheno. In seguito a tale incidente perse una gamba, i genitali e parte del suo stomaco ed infine venne spostato in posizioni di minore importanza nella sua città natale di Tikrit.
L'11 marzo 2009, fu condannato alla pena capitale per il suo ruolo nell'esecuzione di 42 imputati accusati di aver manipolato i prezzi dei viveri alimentari.
Nella mattina del 14 luglio 2011, gli statunitensi lo affidarono alle autorità irachene per la sua esecuzione, dato che ci si aspettava che sarebbe avvenuta entro un mese. Ciò nonostante rimase prigioniero fino alla sua morte avvenuta per cause naturali il 13 agosto 2015. Nelle carte da gioco Most-wanted iraqi era considerato il cinque di picche.